# Civilization II: Conflicts in Civilization
A Civilization II: Conflicts in Civilization egy egyjátékos körökre osztott stratégiai játék, a Civilization II első kiegészítője. Húsz új pályát tartalmaz, ebből tizenkettőt a játék készítői csináltak, nyolcat pedig a sorozat rajongói, amelyet a fejlesztők is elég jónak ítéltek. A játékot a MicroProse készítette és adta ki 1996-ban. Az alapjátékhoz képest új világokat, új térképeket, új egységeket, továbbfejlesztett technológiai fát és zenéket hozott, továbbá bekerült egy scenario-szerkesztő is.
A program bekerült a Civilization II Multiplayer Gold Edition kiadásba is, valamint a 2006-ban megjelent Sid Meier's Civilization Chronicles Box Set-be. A Strong National Museum of Play kiállítási darabja.
Az új pályákon szereplő csaták többsége valódi történelmi eseményeken alapul, mint például az amerikai polgárháború, Nagy Sándor hódításai, a keresztes háborúk vagy az első világháború. Vannak közte fantasztikus elemekkel rendelkezők is, például túl kell élni az egyikben egy idegen inváziót, egy másikban pedig egy atomháborút.

## Fejlesztése
A Civilization II-ben a megjelenésekor két előre legenerált pálya volt elérhető a véletlengenerátor mellett. Mivel viszonylag egyszerű volt új pályákat létrehoznia a játékosoknak, ezért rengeteg ilyen készült. Nem sokkal azt megelőzően kezdődött el a fejlesztés, hogy Sid Meier és Brian Reynolds elhagyták a MicroProse-t és viszonylag gyorsan, 9 hónap alatt el is készültek vele.

## Fogadtatás
A kiegészítő vegyes kritikákat kapott. Nehezményezték a viszonylag kevés újdonságot az alapjátékhoz képest, és hogy a Windows-verzió még drágább is volt. A többjátékos mód implementálását követően is elkésettnek és túl kevésnek érződött a játék.